# The Rising (serie de televisión)
The Rising es una serie de televisión de género criminal - sobrenatural británica producida por Sky Studios. Está basada en la serie belga Beau Séjour, creada por Bert Van Dael y Sanne Nuyens. El primer tráiler se estrenó el 6 de diciembre de 2021 y la serie se estrenó el 22 de abril de 2022.

## Sinopsis
The Rising cuenta la historia de Neve Kelly, una joven que descubre que está muerta, tras salir de un lago después de una noche de fiesta. Una vez que se da cuenta de que ha sido asesinada, decide encontrar a su asesino y obtener justicia. Cuando comienza su investigación, Neve descubre que tiene la capacidad de interferir en el mundo que la rodea e interactuar con ciertas personas, una de las cuales se acerca a ella.

## Reparto y personajes
- Clara Rugaard como Neve Kelly
- Nicholas Gleaves como William Wyatt
- William Ash como Michael Wyatt
- Matthew McNulty como Tom Rees
- Rebecca Root como DS Diana Aird
- Emily Taaffe como Maria Kelly
- Alex Lanipekun como Daniel Sands
- Ann Ogbomo como Christine Wyatt
- Nenda Neururer como Alex Wyatt
- Robyn Cara como Katie Sands
- Solly McLeod como Joseph Wyatt
- Cameron Howitt como Max Sands
- Lee Byford como desk sergeant

## Producción
The Rising es la primera producción interna completa de Sky Studios. El rodaje comenzó en mayo de 2021 en el norte de Inglaterra, con lugares que incluían el Distrito de los Lagos y los alrededores de Mánchester. Los ocho episodios se dividieron en cuatro bloques de filmación, con cada dos episodios dirigidos por diferentes directores. La filmación concluyó en octubre de 2021 y la posproducción continuó hasta principios de 2022, y el trabajo final de imagen y sonido se completó en Londres.

## Episodios
| N.º | Título       | Dirigido por        | Escrito por     | Fecha de emisión original |
| --- | ------------ | ------------------- | --------------- | ------------------------- |
| 1   | «Episodio 1» | Ed Lilly            | Pete McTighe    | 11 de marzo de 2022       |
| 1   | «Episodio 1» | Ed Lilly            | Pete McTighe    | 11 de marzo de 2022       |
| 3   | «Episodio 3» | Thora Hilmarsdottir | Charlene James  | 11 de marzo de 2022       |
| 4   | «Episodio 4» | Thora Hilmarsdottir | Charlene James  | 11 de marzo de 2022       |
| 5   | «Episodio 5» | Paul Walker         | Roanne Bardsley | 11 de marzo de 2022       |
| 6   | «Episodio 6» | Paul Walker         | Roanne Bardsley | 11 de marzo de 2022       |
| 7   | «Episodio 7» | Carl Tibbetts       | Laura Grace     | 11 de marzo de 2022       |
| 8   | «Episodio 8» | Carl Tibbetts       | Pete McTighe    | 11 de marzo de 2022       |

## Publicidad
En Cumbria, se proyectó un holograma de la protagonista, Neve, en Derwentwater el día antes del lanzamiento de la serie. La figura murmuraba "ven y encuéntrame" a los transeúntes, quienes se sorprendieron al tropezar con la proyección en su caminata matutina.

## Recepción
Escribiendo para la web Fiction Horizon, Nelson Acosta le dio al programa una crítica mayoritariamente positiva, elogiando la actuación de Clara Rugaard, así como la cinematografía. También comentó que le faltaba humor y dinamismo. En The Upcoming, Andrew Murray también felicitó al recién llegado Rugaard y escribió positivamente sobre las tramas y los ganchos del programa. Sin embargo, criticó su enfoque en el drama adolescente.